# Cedar City
Cedar City kisváros Utah államban, Iron megyében, az Amerikai Egyesült Államokban. A város 400 km-re délre fekszik Salt Lake City-től. A város egyeteme a Southern Utah University. Itt tartják évente a Utah-i Shakespeare Fesztivált, a Utah-i Nyári Játékokat, és a Neil Simon Színházi Fesztivált.
A városnak 28 857 lakosa volt 2010-ben.

## Történet
A várost 1851-ben mormonok alapították, akik egy vasércfeldolgozó gyárat építettek itt. A vasérclelőhelyek 16 km-re voltak. Cedar City 1868-ban lett önálló, saját önkormányzattal. A vasmű 1858-ban bezárt, de a vasércbányászat még folytatódott az 1980-as évekig. Az 1923-ban elkészült vasútvonal jó kapcsolatot teremtett a turistáknak, akik a közeli Bryce Canyon Nemzeti Parkot, Zion Nemzeti Parkot vagy a Grand Canyon Nemzeti Parkot akarták meglátogatni. A közelben érhető el a Cedar Breaks National Monument.
A város a turizmus központjává, és Utah állam egyik oktatási, művészeti és kereskedelmi centrumává vált.
Egy repülőtere van: Cedar City Regional Airport

## Földrajz, éghajlat
Cedar City a Nagy Medence (Észak-Amerika) délkeleti részén fekszik, mintegy 32 km-re a Mojave-sivatagtól. Területe 52 km2. Magas fekvése (1780 m) miatt klímája hűvös és nem túl száraz. A legnagyobb hóesés 1949-ben volt (94 cm).
Az átlagos hőmérséklet nyáron: 15 °C, télen: 0 °C közelében van.

## Képgaléria

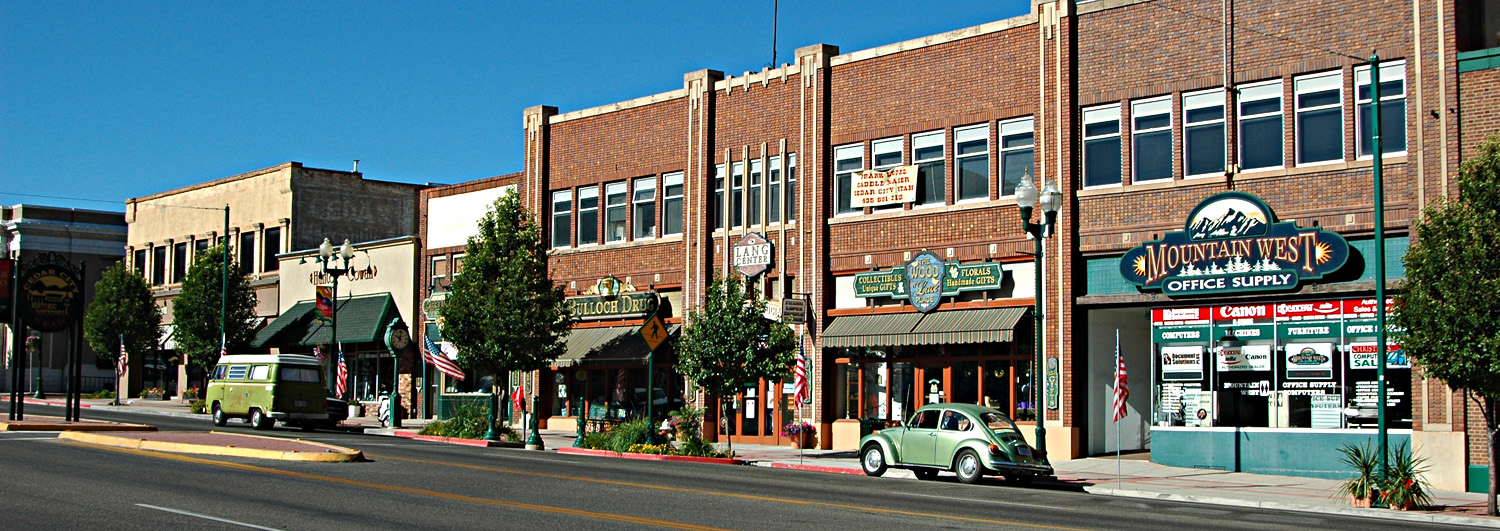
Cedar City főutcája

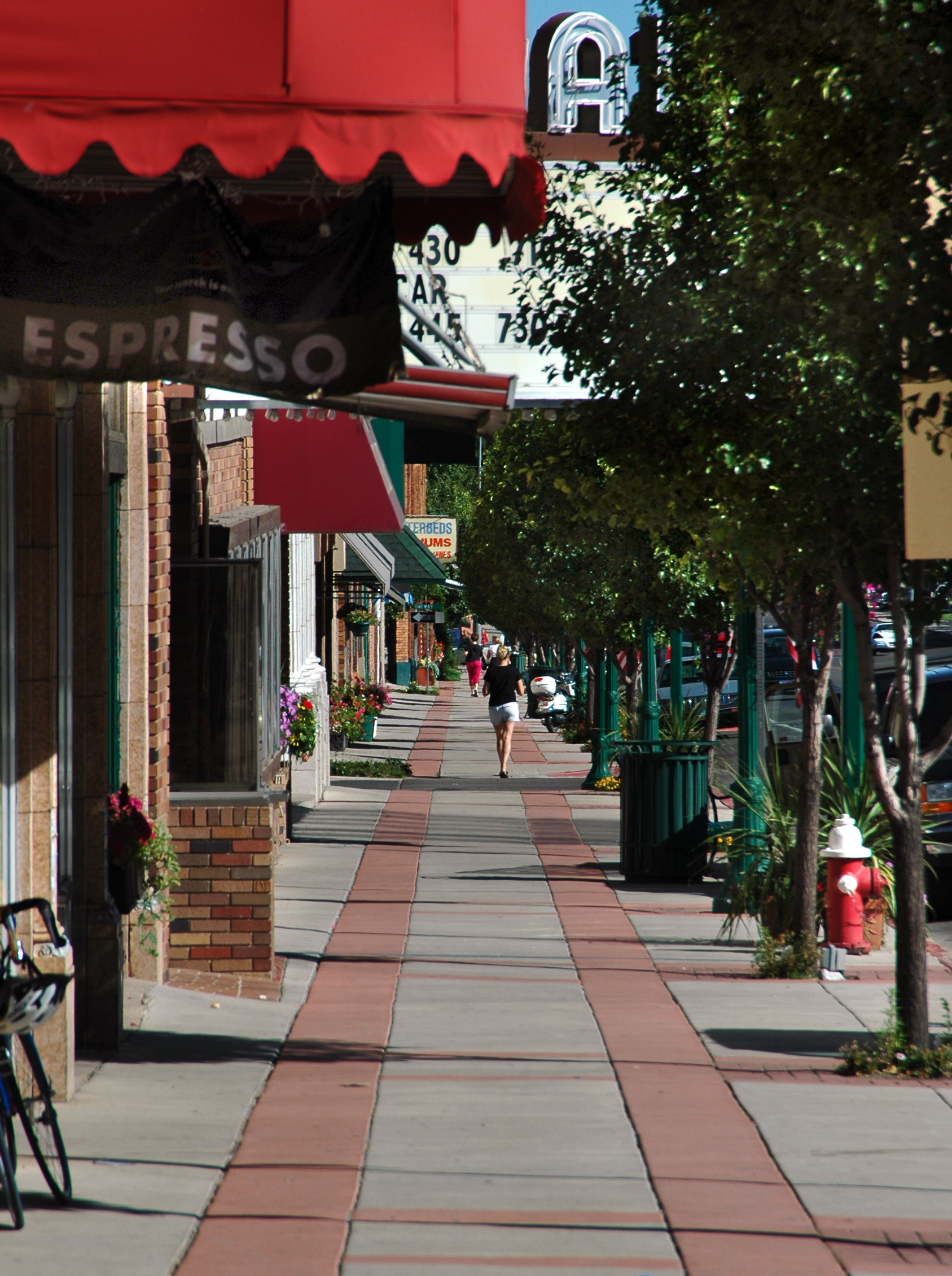
Cedar City, főutcája

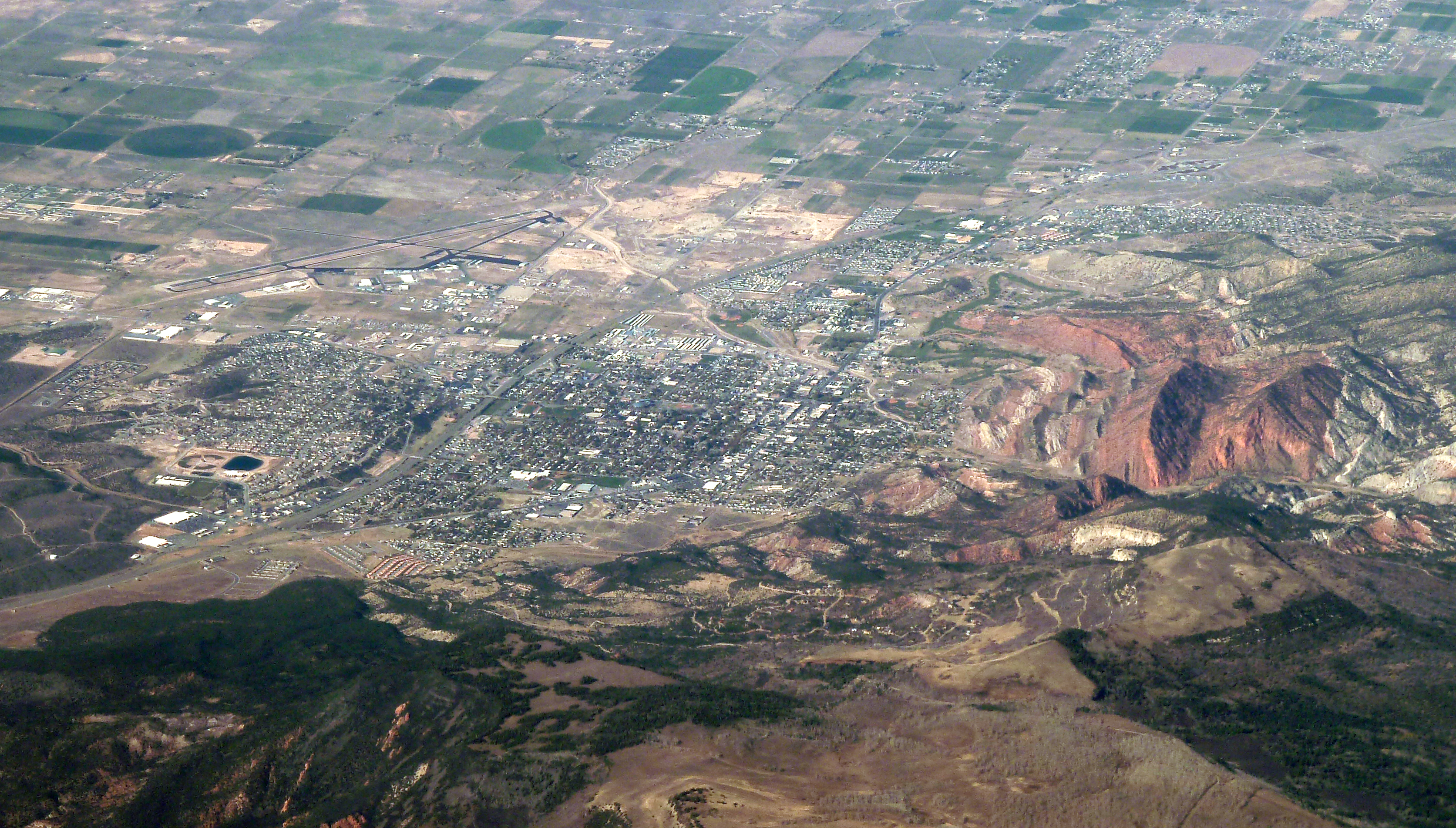
Cedar City

## Fordítás
Ez a szócikk részben vagy egészben  a   Cedar City, Utah című angol Wikipédia-szócikk ezen változatának fordításán alapul.  Az eredeti cikk szerkesztőit annak laptörténete sorolja fel. Ez a jelzés csupán a megfogalmazás eredetét és a szerzői jogokat jelzi, nem szolgál a cikkben szereplő információk forrásmegjelöléseként.